# Turner Classic Movies
Turner Classic Movies (TCM) és un canal de televisió per cable que funciona des de 1994. La seva programació està composta de pel·lícules "clàssiques" de lliure distribució comercial per a la televisió, la majoria són de les distribuïdores Turner Entertainment i MGM, United Artists, RKO i Warner Bros.. Es pot veure a través dels Estats Units i més que una xarxa de televisió que no pas un canal local. Aquest canal va ser creat per Ted Turner com a part del seu Turner Broadcasting System, començà a emetre el 14 d'abril de 1994. Essent aquesta data la del centenari de la primera visió de cinema a Nova York (amb el sistema, que no era de projecció, inventat per Thomas Alva Edison) 